# 上野真
上野 真（うえの まこと、1966年 - ）は、日本のクラシック音楽のピアニスト。

## 略歴
1966年、北海道に生まれる。1982年に単身渡米し、カーティス音楽院に入学。ゲイリー・グラフマンとホルヘ・ボレットの両氏に師事し、ミエチスラフ・ホルショフスキ、レオン・フライシャー、ロザリン・テューレック、フェリックス・ガリミールなどのレッスンやアドバイスを受けた。1987年、同音楽院修了。
1987年にヨーロッパに渡り、ザルツブルク・モーツァルテウム大学にてハンス・ライグラフに、チェコにてラドスラフ・クヴァピルにそれぞれ師事。
帰国後、1992年から日本国内での演奏活動を開始。1996年、京都市立芸術大学専任講師に就任。2007年より准教授、2016年より教授を務める。その他にも、名古屋音楽大学客員教授や国内外のピアノコンクールの審査員を務めている。

## 受賞歴
- メリーランド大学国際ピアノコンクール第3位[4]（1985年・メリーランド州カレッジパーク／ワシントンD.C.）
- ベーゼンドルファー・エンパイア国際コンクール アレックス・ド・ヴリーズ賞およびEMS賞[5]（1986年・ブリュッセル）
- ジュネーヴ国際音楽コンクールピアノ部門第3位同着[6]（1988年・ジュネーヴ）
- オルレアン国際20世紀ピアノ音楽コンクール入賞[7]（第3位相当）モーリス・オアナ賞、ナディア&リリー・ブーランジェ賞、リカルド・ヴィニェス賞（2002年・オルレアン）
- 青山音楽賞バロックザール賞[8]（2005年・京都）
- 京都市芸術新人賞[9]（2005年・京都）
- リヒテル国際ピアノコンクール第2位同着[10]（2005年・モスクワ）

## 演奏活動
日本のほか、米国、メキシコ、イギリス、ノルウェー、ロシア、ラトビア、ポーランド、チェコ、スイス、オーストリア、ドイツ、フランス、ベルギー、トルコ、韓国、タイなど世界各地で演奏 している。

## ディスコグラフィー
CD録音がオクタヴィア・レコード、NAXOSなどからリリースされている。

### 個人
- フランツ・リスト：1851年完成第三稿超絶技巧練習曲 （2003年録音・2004年リリース、デビューアルバム）

その他、ドビュッシー、バルトーク、ストラビンスキー、クレメンティ、ショパンなどの著名な作曲家の作品を多数演奏し、CD化。

### アンサンブル
- エミリー・バイノンとのフランス作品集（2004年録音・2005年リリース）
- 瀬尾和紀とのモシェレス作品集（2013年録音・2014年リリース）
- 瀬尾和紀とのチェルニー作品集（2014年録音・2015年リリース）
- 瀬尾和紀とのベートーヴェン作品集 第2集（2016年録音・2018年リリース）
- 瀬尾和紀とのウェーバー作品集（2017年録音・2019年リリース）